# Ritterstraße 11 (Esslingen)

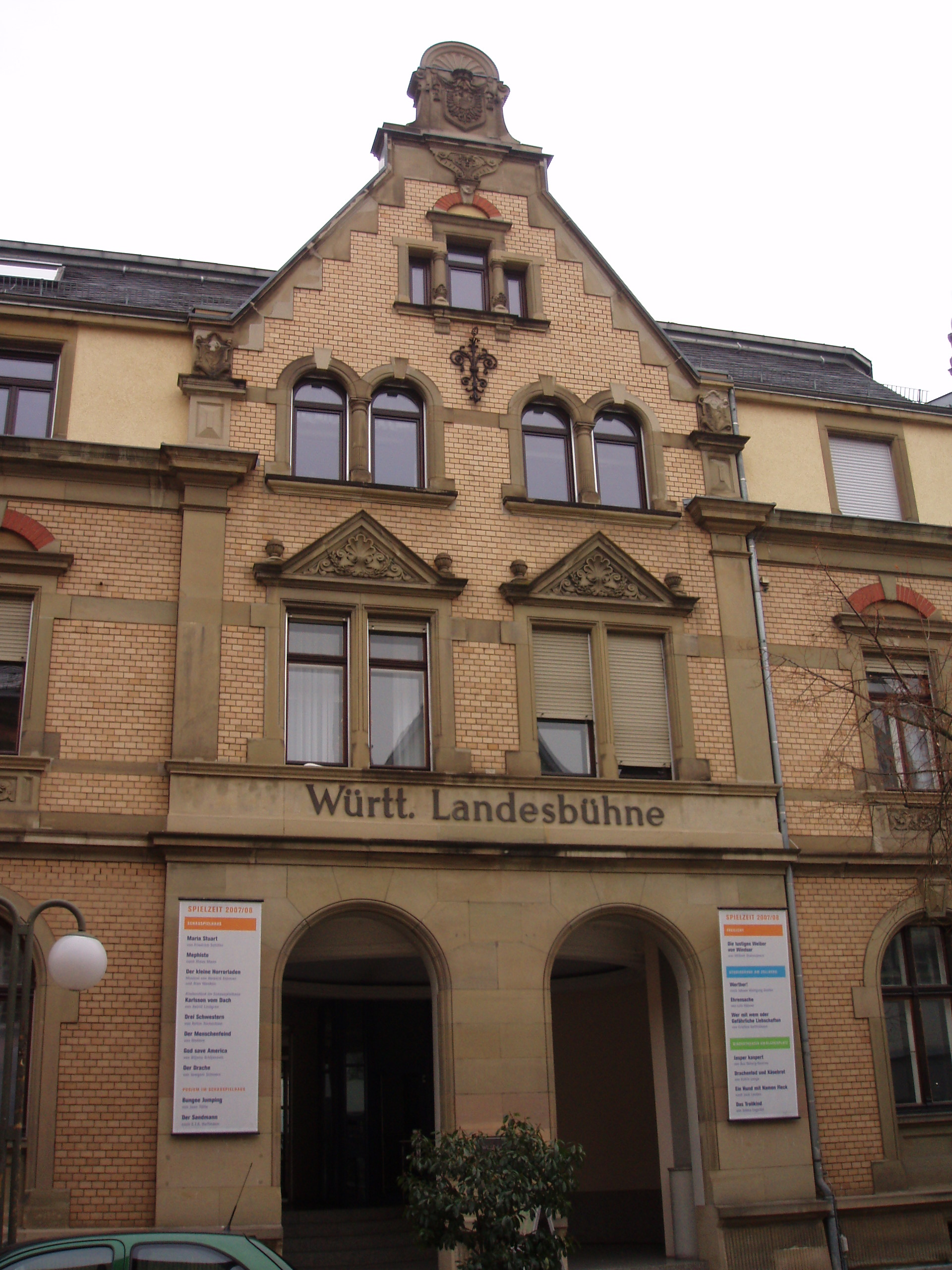
Ritterstraße 11, Mittelrisalit

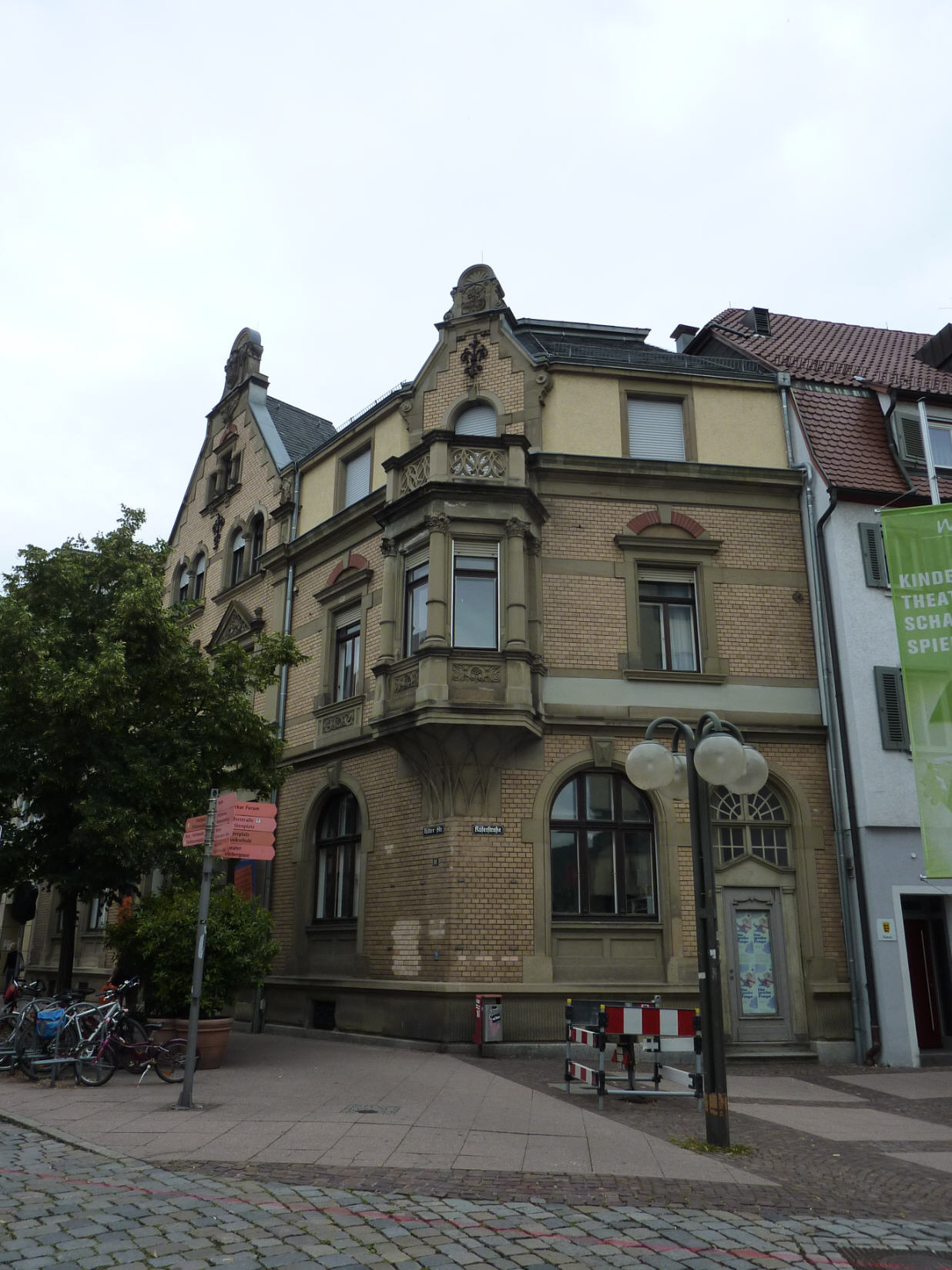
Ecke Ritter-/Küferstraße

Das Bauwerk Ritterstraße 11 in Esslingen am Neckar ist ein Wohn- und Geschäftshaus aus dem späten 19. Jahrhundert.

## Geschichte und Beschreibung
Das Gebäude wurde in den Jahren 1898/99 nach Plänen von Hermann Falch als Bank- und Wohnhaus errichtet und zunächst von der Esslinger Actien-Bank genutzt, die 1889 gegründet und 1910 von Stahl & Federer übernommen wurde. Die Geschäftsräume befanden sich im Erdgeschoss, das mit großen Rundbogenfenstern ausgestattet ist. Eine Wohnung für den Bankdirektor befand sich im ersten Stock. Mittlerweile dient das Haus als Verwaltungssitz der Württembergischen Landesbühne.
Durch seine Orientierung an Bauformen der Renaissance und der Spätgotik hebt sich das Haus von seiner neubarocken Umgebung ab. Es besitzt an der Fassade zur Ritterstraße einen übergiebelten Mittelrisaliten und an der Ecke zur Küferstraße einen reich verzierten Eckerker aus Werkstein. Abgesehen vom Esslinger Stadtwappen dienen Embleme des Handels und der Industrie als Gebäudeschmuck. Während der Tresorraum, die Fenster und das Treppenhaus im Originalzustand der Errichtungszeit erhalten geblieben sind, zeugen Türen und Stuckdecken im expressionistischen Stil von einer Renovierung, die 1921 erfolgte.